# Todd Martin
Todd Christopher Martin (ur. 8 lipca 1970 w Hinsdale) – amerykański tenisista, zdobywca Pucharu Davisa, olimpijczyk z Sydney (2000).

## Kariera tenisowa
Karierę tenisową Martin rozpoczął w 1990 roku. Jako singlista odniósł wiele sukcesów zwyciężając w 8 turniejach rangi ATP World Tour oraz będąc w 12 kolejnych finałach, w tym wielkoszlemowych Australian Open 1994 oraz US Open 1999. W Australian Open Martin po drodze wyeliminował m.in. Stefana Edberga, natomiast w finale przegrał z ówczesnym liderem światowego rankingu, Pete’em Samprasem. Na kortach US Open w meczu 1/8 finału zdołał pokonać Grega Rusedskiego, pomimo tego że przegrywał w setach 0:2. Ostatecznie Martin wygrał pojedynek 5:7, 0:6, 7:6(3), 6:4, 6:4, a spotkanie o tytuł mistrzowski przegrał wynikiem 4:6, 7:6(5), 7:6(2), 3:6, 2:6 z Andre Agassim.
W grze podwójnej Amerykanin zwyciężył w 5 turniejach, m.in. w 2002 podczas zawodów ATP Masters Series w Cincinnati tworząc wówczas parę z Jamesem Blake. Ponadto Martin grał w 5 finałach.
Debiut Martina w reprezentacji USA w Pucharze Davisa miał miejsce w marcu 1994 roku z Indiami. Rok później zdobył wraz z zespołem tytuł mistrzowski. Martin w finale przeciwko Rosji rozegrał zwycięski mecz deblowy razem z Pete’em Samprasem z parą Jewgienij Kafielnikow–Andriej Olchowski. W 1997 roku Amerykanie ponownie awansowali do finału, lecz tym razem przegrali ze Szwecją. Martin wówczas z Jonathanem Starkiem przegrali z deblem Jonas Björkman–Nicklas Kulti.
We wrześniu 2000 roku zagrał w konkurencji gry pojedynczej na igrzyskach olimpijskich w Sydney, ponosząc porażkę w 1 rundzie z Niemcem Rainerem Schüttlerem.
W roku 2004 Amerykanin zakończył karierę, w przeciągu której zarobił na kortach ponad 8 milionów dolarów. Najwyżej sklasyfikowany w rankingu singlistów był na 4. miejscu we wrześniu 1999 roku, z kolei w zestawieniu deblistów pod koniec kwietnia 1996 roku zajmował 30. pozycję.

### Finały w turniejach ATP World Tour
| Legenda                                      |
| -------------------------------------------- |
| Wielki Szlem                                 |
| Igrzyska olimpijskie                         |
| Tennis Masters Cup / ATP Finals              |
| ATP Masters Series / ATP Tour Masters 1000   |
| ATP International Series Gold / ATP Tour 500 |
| ATP International Series / ATP Tour 250      |

#### Gra pojedyncza (8–12)
| Końcowy wynik | Nr  | Data                 | Turniej                    | Nawierzchnia    | Przeciwnik          | Wynik finału                  |
| ------------- | --- | -------------------- | -------------------------- | --------------- | ------------------- | ----------------------------- |
| Finalista     | 1.  | 14 lutego 1993       | Memphis                    | Twarda (hala)   | Jim Courier         | 7:5, 6:7(4), 6:7(4)           |
| Zwycięzca     | 1.  | 16 maja 1993         | Delray Beach               | Twarda          | David Wheaton       | 6:3, 6:4                      |
| Finalista     | 2.  | 25 lipca 1993        | Waszyngton                 | Twarda          | Amos Mansdorf       | 6:7(3), 5:7                   |
| Finalista     | 3.  | 1 sierpnia 1993      | Montreal                   | Twarda          | Mikael Pernfors     | 6:2, 2:6, 5:7                 |
| Finalista     | 4.  | 17 października 1993 | Tokio                      | Dywanowa (hala) | Ivan Lendl          | 4:6, 4:6                      |
| Finalista     | 5.  | 30 stycznia 1994     | Australian Open, Melbourne | Twarda          | Pete Sampras        | 6:7(4), 4:6, 4:6              |
| Zwycięzca     | 2.  | 13 lutego 1994       | Memphis                    | Twarda (hala)   | Brad Gilbert        | 6:4, 7:5                      |
| Finalista     | 6.  | 1 maja 1994          | Atlanta                    | Ceglana         | Michael Chang       | 7:6(4), 6:7(4), 0:6           |
| Finalista     | 7.  | 8 maja 1994          | Pinehurst                  | Ceglana         | Jared Palmer        | 4:6, 6:7(5)                   |
| Zwycięzca     | 3.  | 12 czerwca 1994      | Londyn                     | Trawiasta       | Pete Sampras        | 7:6(4), 7:6(4)                |
| Zwycięzca     | 4.  | 19 lutego 1995       | Memphis                    | Twarda (hala)   | Paul Haarhuis       | 7:6(2), 6:4                   |
| Finalista     | 8.  | 17 grudnia 1995      | Monachium                  | Dywanowa (hala) | Goran Ivanišević    | 6:7, 3:6, 4:6                 |
| Zwycięzca     | 5.  | 14 stycznia 1996     | Sydney                     | Twarda          | Goran Ivanišević    | 5:7, 6:3, 6:4                 |
| Finalista     | 9.  | 25 lutego 1996       | Memphis                    | Twarda (hala)   | Pete Sampras        | 4:6, 6:7(2)                   |
| Finalista     | 10. | 10 listopada 1996    | Sztokholm                  | Twarda (hala)   | Thomas Enqvist      | 5:7, 4:6, 6:7(0)              |
| Zwycięzca     | 6.  | 19 kwietnia 1998     | Barcelona                  | Ceglana         | Alberto Berasategui | 6:2, 1:6, 6:3, 6:2            |
| Zwycięzca     | 7.  | 15 listopada 1998    | Sztokholm                  | Twarda (hala)   | Thomas Johansson    | 6:3, 6:4, 6:4                 |
| Zwycięzca     | 8.  | 17 stycznia 1999     | Sydney                     | Twarda          | Àlex Corretja       | 6:3, 7:6(5)                   |
| Finalista     | 11. | 11 kwietnia 1999     | Estoril                    | Ceglana         | Albert Costa        | 6:7(4), 6:2, 3:6              |
| Finalista     | 12. | 12 grudnia 1999      | US Open, Nowy Jork         | Twarda          | Andre Agassi        | 4:6, 7:6(5), 7:6(2), 3:6, 2:6 |

#### Gra podwójna (5–5)
| Końcowy wynik | Nr | Data              | Turniej      | Nawierzchnia    | Partner          | Przeciwnicy                      | Wynik finału  |
| ------------- | -- | ----------------- | ------------ | --------------- | ---------------- | -------------------------------- | ------------- |
| Finalista     | 1. | 2 maja 1993       | Atlanta      | Ceglana         | Jared Palmer     | Paul Annacone Richey Reneberg    | 4:6, 6:7      |
| Zwycięzca     | 1. | 9 maja 1993       | Tampa        | Ceglana         | Derrick Rostagno | Kelly Jones Jared Palmer         | 6:3, 6:4      |
| Zwycięzca     | 2. | 22 sierpnia 1993  | Indianapolis | Twarda          | Scott Davis      | Ken Flach Rick Leach             | 6:4, 6:4      |
| Zwycięzca     | 3. | 23 kwietnia 1995  | Bermudy      | Ceglana         | Grant Connell    | Brett Steven Jason Stoltenberg   | 7:6, 2:6, 7:5 |
| Zwycięzca     | 4. | 18 czerwca 1995   | Londyn       | Trawiasta       | Pete Sampras     | Jan Apell Jonas Björkman         | 7:6, 6:4      |
| Finalista     | 2. | 21 sierpnia 1995  | Indianapolis | Twarda          | Scott Davis      | Mark Knowles Daniel Nestor       | 4:6, 4:6      |
| Finalista     | 3. | 5 listopada 1995  | Paryż        | Dywanowa (hala) | Jim Grabb        | Grant Connell Patrick Galbraith  | 2:6, 2:6      |
| Finalista     | 4. | 10 listopada 1996 | Sztokholm    | Twarda (hala)   | Chris Woodruff   | Patrick Galbraith Jonathan Stark | 6:7, 4:6      |
| Finalista     | 5. | 15 marca 1998     | Indian Wells | Twarda          | Richey Reneberg  | Jonas Björkman Patrick Rafter    | 4:6, 6:7      |
| Zwycięzca     | 5. | 11 sierpnia 2002  | Cincinnati   | Twarda          | James Blake      | Mahesh Bhupathi Maks Mirny       | 7:5, 6:3      |